# Caspar Schamberger
Caspar Schamberger (Lipcse, 1623. szeptember 1. – Lipcse, 1706. április 8.) német orvos, sebész és kereskedő.

## Élete
Frankföldről bevándorolt borkereskedő fiaként született. A lipcsei sebészorvosok céhében tanult, majd három év alatt bejárta Észak-Németországot, Dániát, Svédországot, végül Hollandiában állapodott meg. 
1643-ban elszerződött a Holland Kelet-indiai Társasághoz, és 1644-ben kalandos hajóút után megérkezett Bataviába.
1649-ben sebészorvosnak küldték a dedzsimai holland kereskedelmi lerakathoz. Tagja volt annak a delegációnak, amelynek minden évben meg kellett jelennie a sógun udvarában. Tudására felfigyeltek az udvar magas rangú személyiségei, és több mint hat hónapot töltött Edóban. 1650-ben ismét több hónapig gyógyított Edóban, majd 1651. november 1-jén végleg elhagyta Japánt.
Tolmácsa, Inomata Dembei írásban rögzítette a gyógymódokat. A Caspar-féle sebészet (kasuparu-ryu geka) felkeltette a japán orvosok érdeklődését, és a dedzsimai holland orvoskollégáikhoz fordultak könyvekért, gyógyszerekért, orvosi műszerekért. Ezzel párhuzamosan a szükséges nyelvtudást is lassan megszerezték, hogy eredetiben tudják olvasni a nyugati szakkönyveket.  
Caspar mester (meesutoru kasuparu) kézírásban fennmaradt receptjeit még a 19. században is másolták és terjesztették. Schamberger soha nem értesült a Japánban elért sikeréről, hírnevéről. Gazdagon megjutalmazva tért vissza Lipcsébe 1655-ben, ahol megkapta a polgárjogot. Kereskedőként jelentős vagyonra tett szert, orvosprofesszor fia a Lipcsei Egyetem rektora volt.

## Galéria

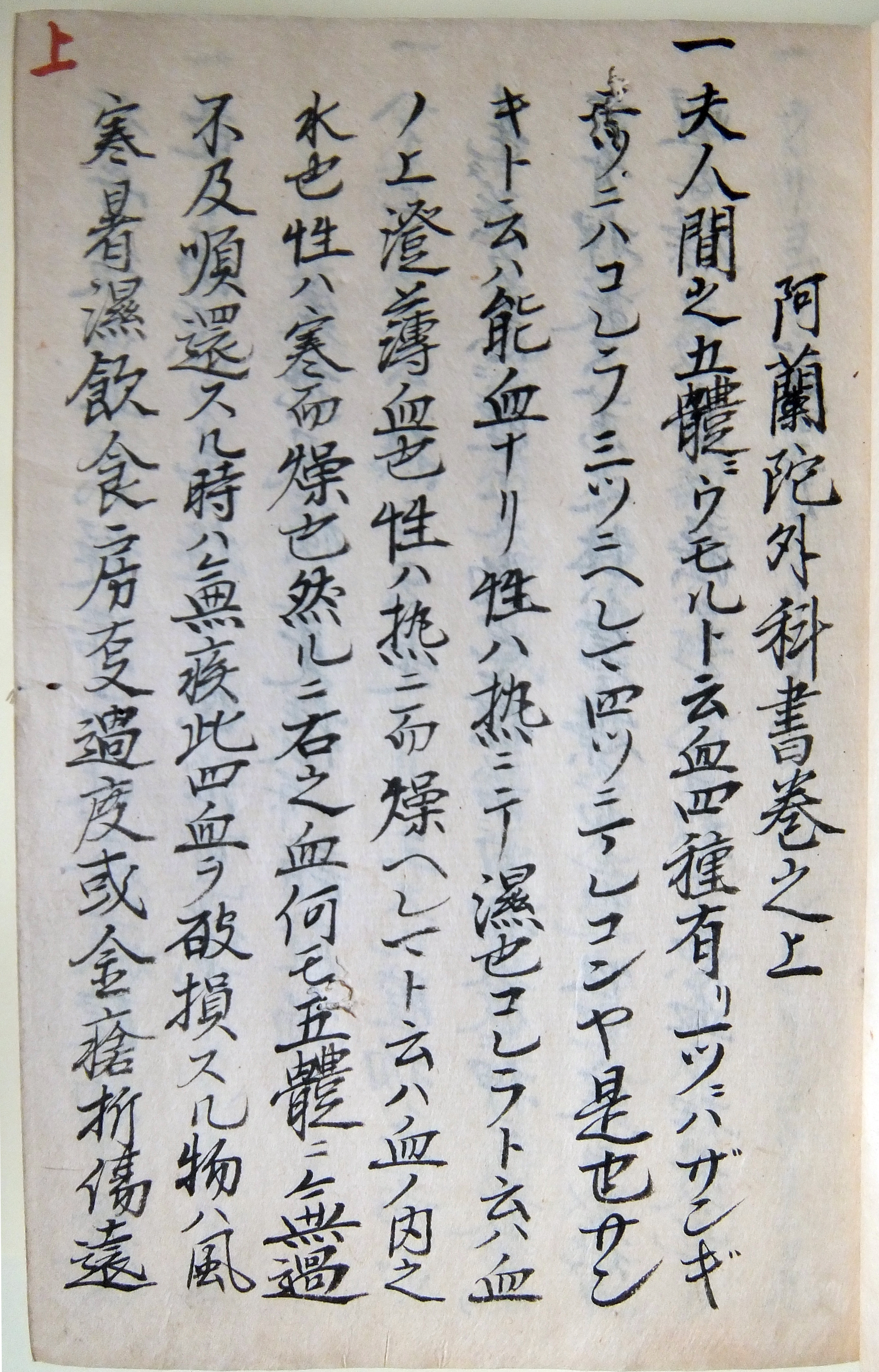
A testfolyadékok patológiája
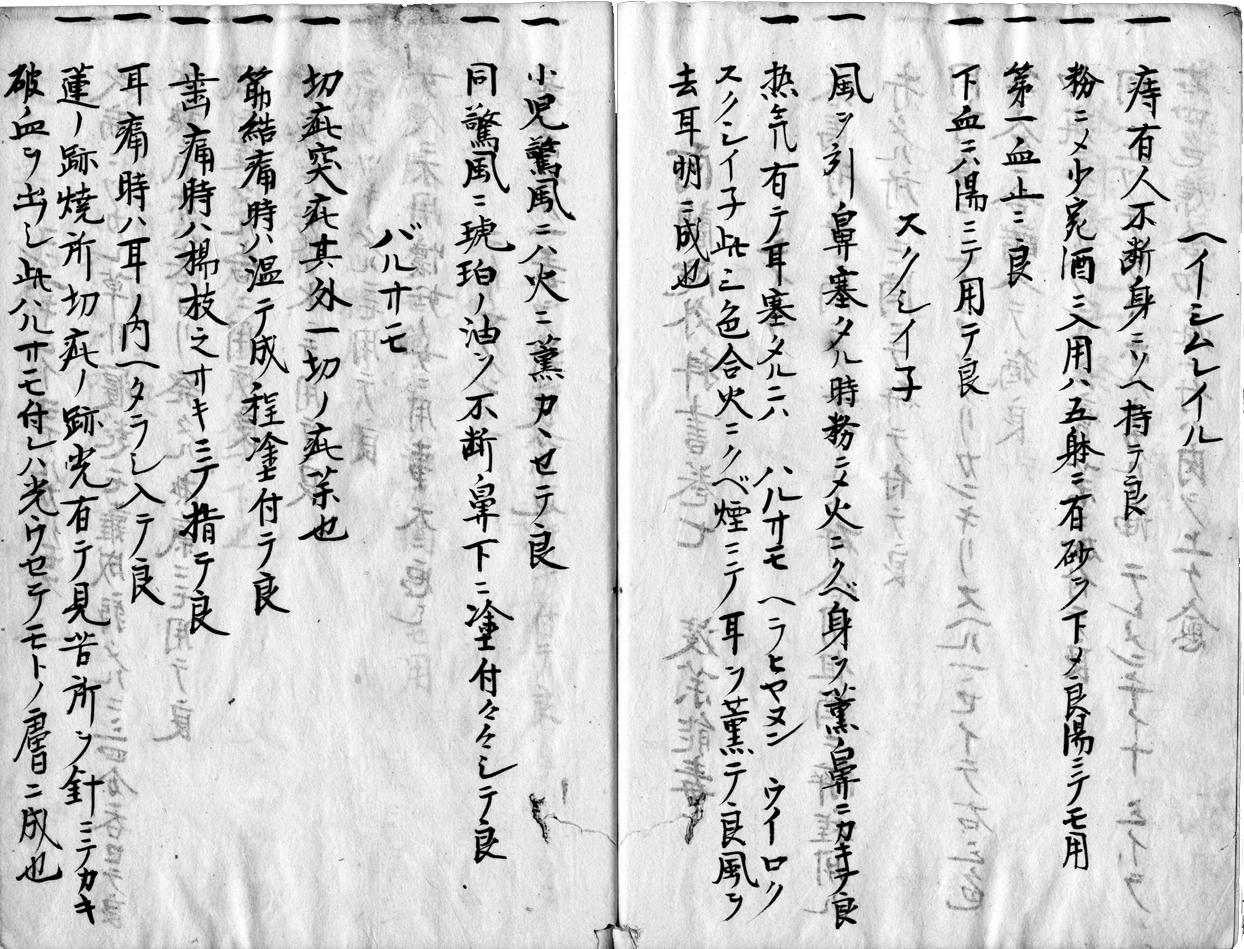
Edo-kori japán kézirat

## Kapcsolódó szócikk
- Rangaku